# Schnellspanner

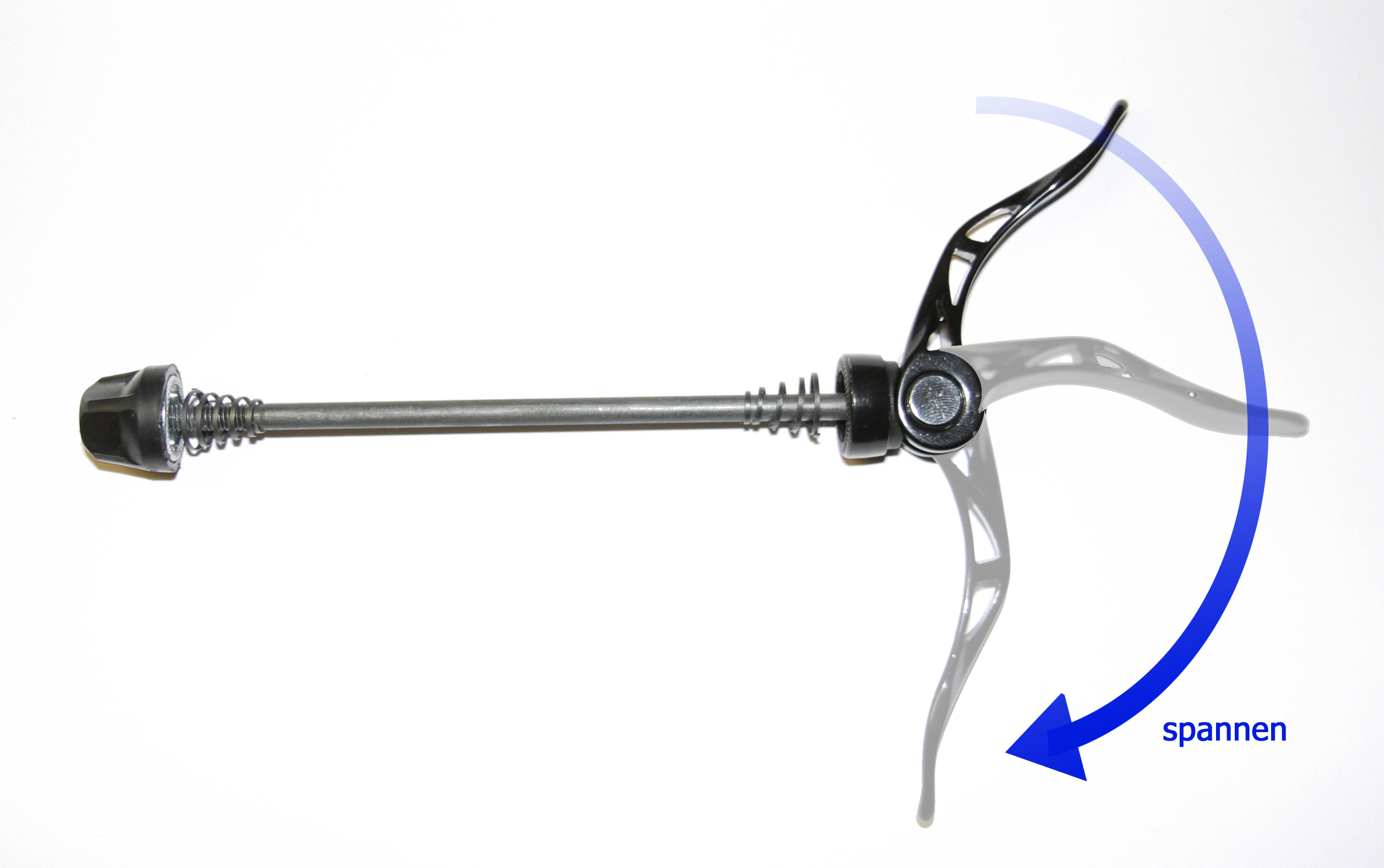
Funktionsweise der Schnellspannachse eines Fahrrades

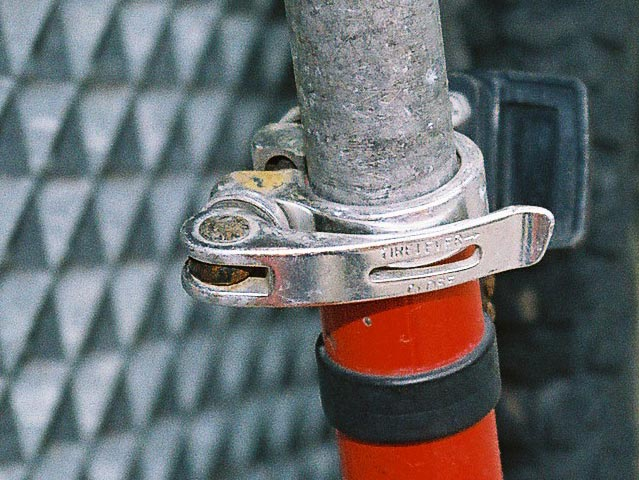
Schnellspanner am Sattelrohr

Als Schnellspanner oder Schnellspannvorrichtung werden Klemmvorrichtungen bezeichnet, die sich schnell und meist ohne Werkzeug von Hand lösen oder festsetzen (spannen) lassen.
Sie sind sehr verbreitet bei Werkzeugmaschinen zum Festhalten von Werkstücken bei der Bearbeitung oder zur Sicherung von Verschlüssen an Behältern, sowie auch an Fahrradteilen wie den Laufrädern oder Sattelstützen am Rahmen bzw. der Gabel.

## Schnellspanner für Laufräder am Fahrrad

### Geschichte

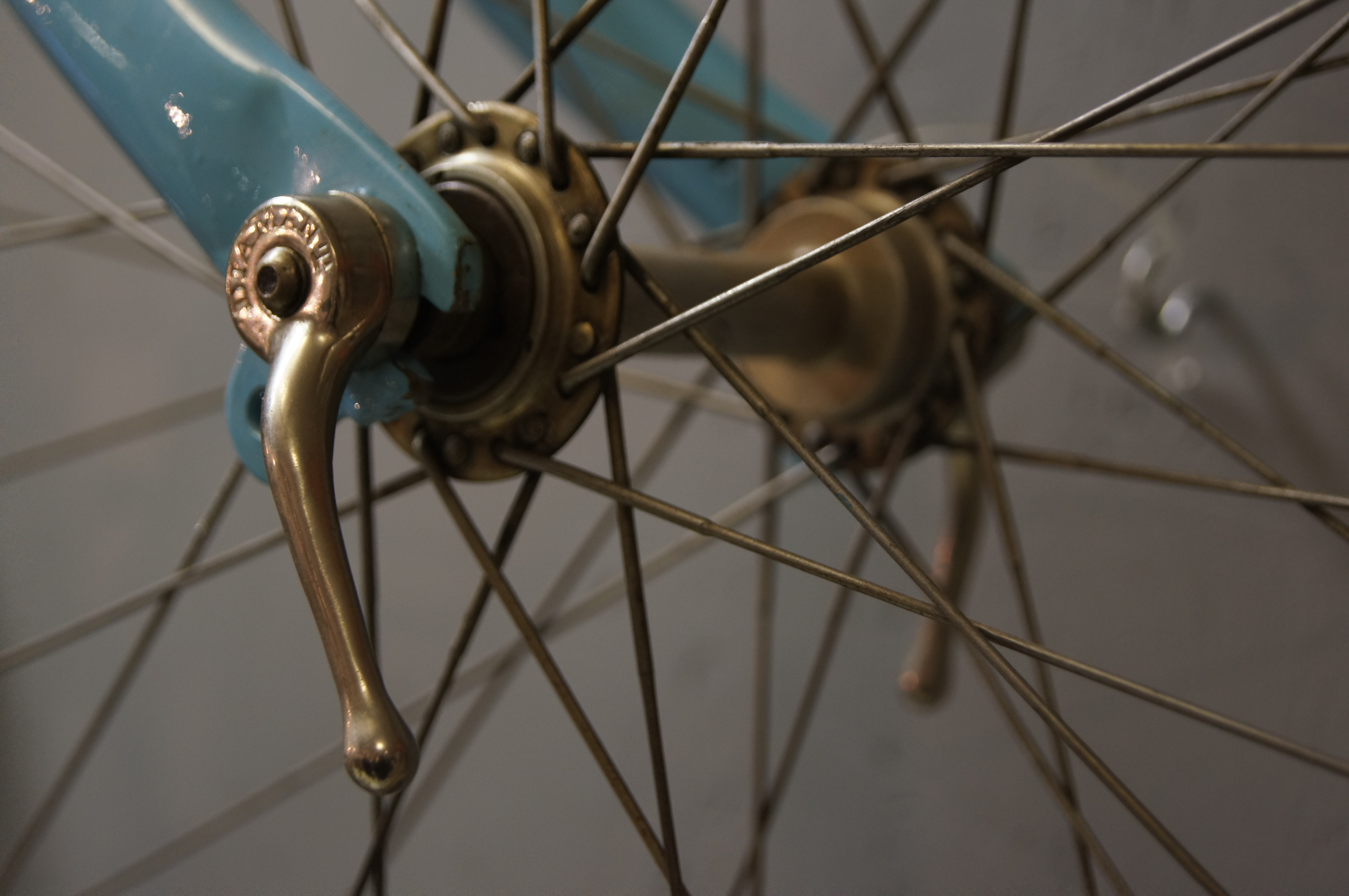
Hebelmutter an einem Diamant-Fahrrad, Vorläufer des Schnellspanners

Der Schnellspanner wurde 1930 von Tullio Campagnolo erfunden und zum Patent angemeldet. Er hatte bei einem Rennen im Jahr 1927 wegen des Wechselns eines Laufrades mittels Flügelmuttern wertvolle Zeit verloren. Damals war das die einzige Möglichkeit, durch Umdrehen des Hinterrades eine andere Übersetzung zu wählen. Im Patent hießen die Schnellspanner damals noch „Getriebe für den Radsport“.

### Funktionsweise
Schnellspanner an Laufrädern ermöglichen es, diese sehr schnell aus- und einzubauen. Zum Ausbau muss lediglich zusätzlich zur Betätigung des Schnellspanners eine vorhandene Felgenbremse entspannt und beim Hinterrad das Schaltwerk der Kettenschaltung nach hinten gezogen werden. Bei manchen Nabenschaltungen ist die Demontage etwas schwieriger. Drehmomentstützen und Schaltzüge behindern oft den schnellen Ausbau des Rades.

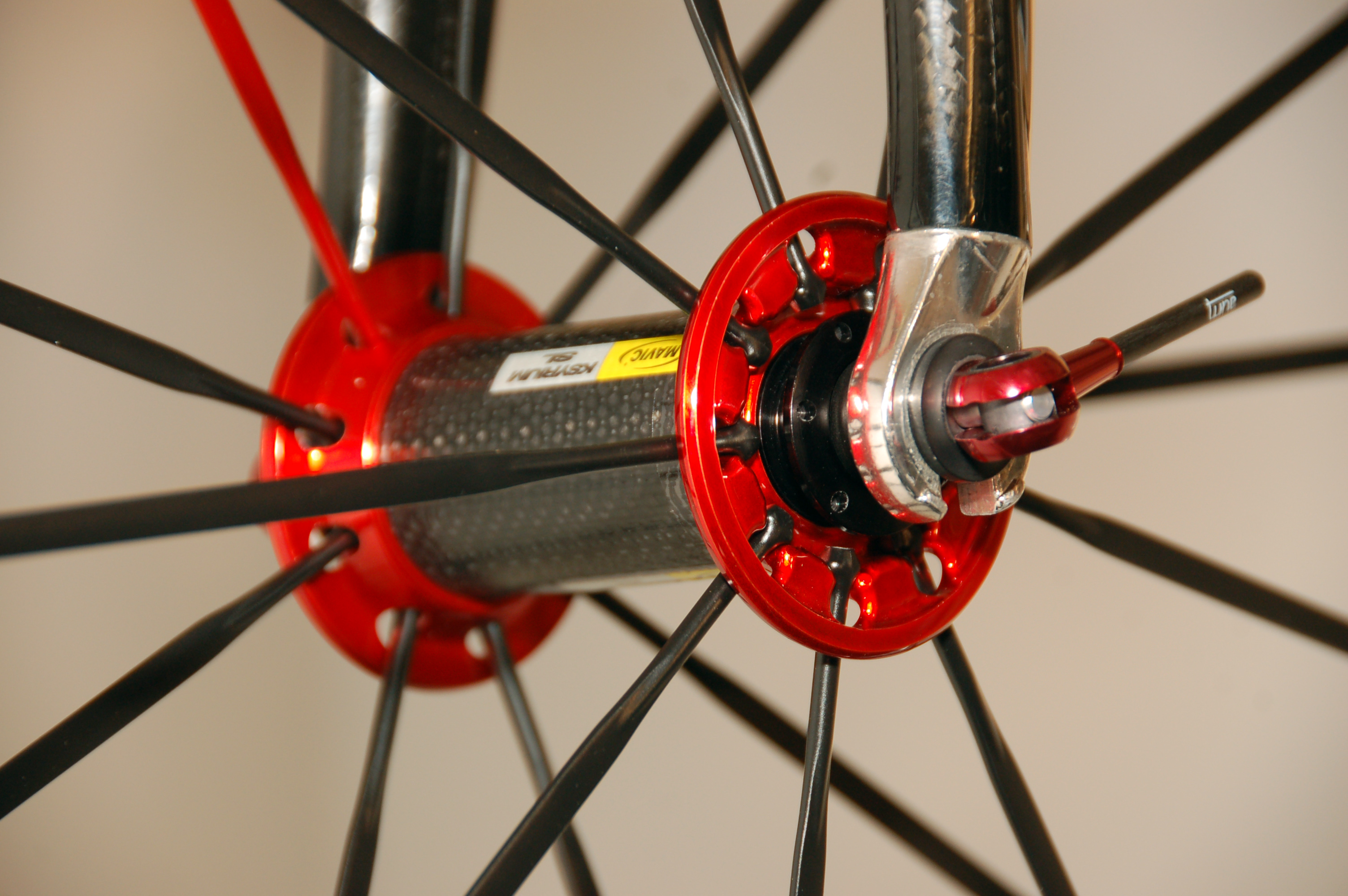
Schnellspanner an einem Fahrrad mit sichtbarem Exzenter

Ein Schnellspanner klemmt die Achse des Laufrades in die nach unten offenen Ausfallenden von Rahmen und Vorderradgabel und ersetzt dadurch anderweitige Klemmvorrichtungen wie Sechskantmuttern oder Flügelmuttern zur Sicherung des Rades. Dabei liegen – bei regulären Konusachsen – die Kontermuttern der Lagerkonen an der inneren Fläche des Ausfallendes an, die beidseitig ca. 4 mm über die Klemmfläche überstehenden Stummel der Hohlachse finden ihren Platz in den halbrunden Ausnehmungen der Ausfallenden.
Durch einen durch die hohlgebohrte Nabenachse („Hohlachse“) führenden stählernen Zuganker von 5 mm Durchmesser, der „Spannachse“, wird eine axiale Klemmkraft auf die äußeren Flächen der Ausfallenden ausgeübt, was zu einer ausreichenden Arretierung der Nabenachse in Rahmen und Gabel führt. Meist arbeitet ein Schnellspanner mit einem Exzenter, der durch einen kleinen Handhebel betätigt wird. Die hohe Zugspannung verursacht entsprechend hohe Reibungskräfte, sodass sich der Hebel nicht von selbst löst. Bei einem sehr leichtgängigen Schnellspanner wird der Exzenter etwas über die maximale Auslenkung (Exzenter-Totpunkt) hinaus geschwenkt, bevor er am Rahmen oder an der Gabel anliegt, sodass er durch die Zugspannung der Spannachse in der geschlossenen Position fixiert wird. Die Gegenmutter des Schnellspanners ist im geöffneten Zustand von Hand auf dem M5-Gewinde der Spannachse justierbar, um die gesamte Vorrichtung so voreinzustellen, dass am Ende des Hebelweges eine ausreichende Zugspannung anliegt. In der Regel befinden sich die Betätigungshebel auf der linken Seite des Fahrrades, die einstellbaren Gegenmuttern rechts.
Die Qualität wird vor allem an der Klemmwirkung gemessen. Günstige Modelle verwenden teilweise Kunststoffringe, was bei sportlicher Fahrweise oder hoher Belastung zu einem Sicherheitsrisiko werden kann.

### Bedienung

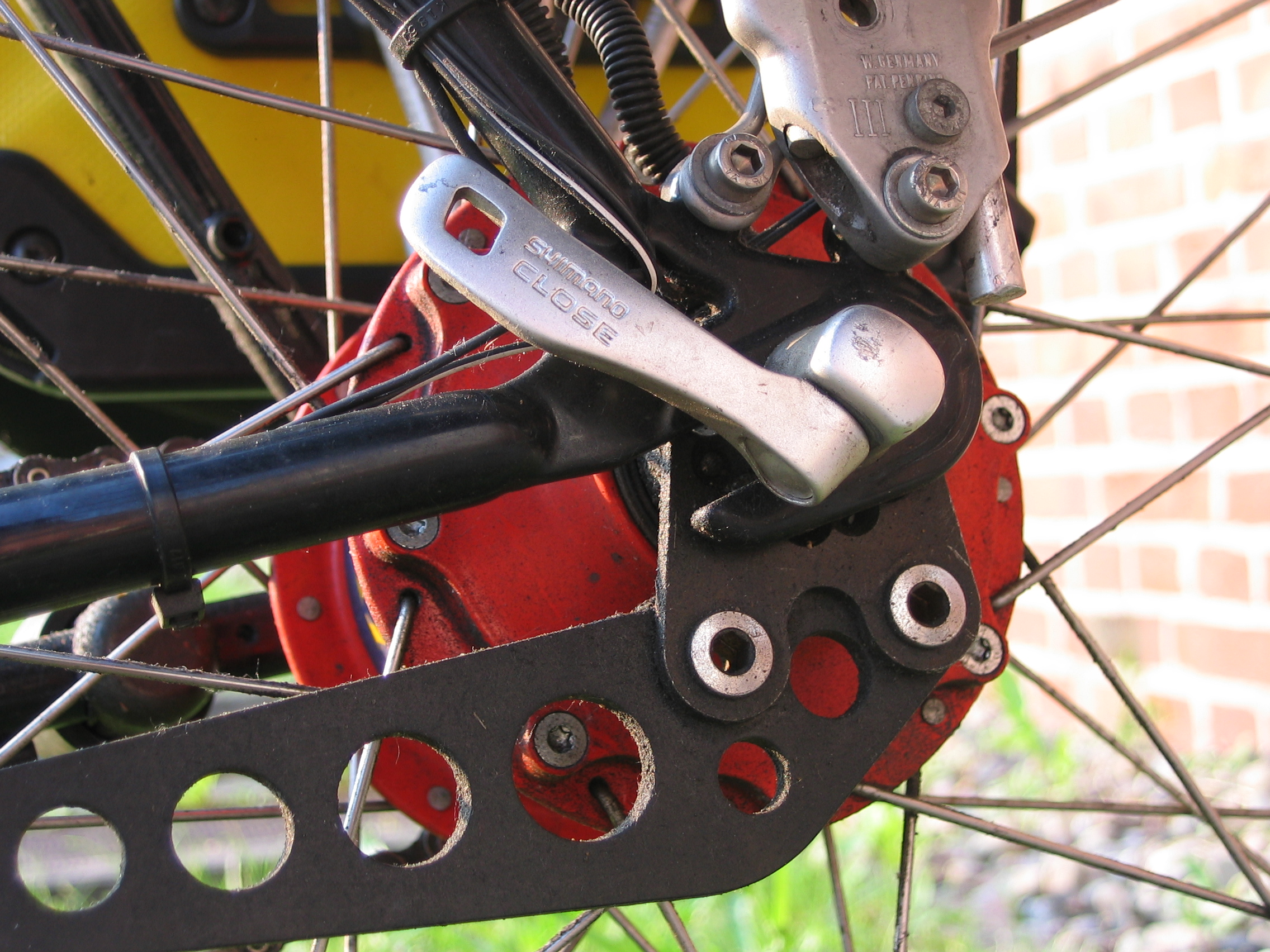
Handelsüblicher Schnellspanner am Hinterrad zur Befestigung einer Rohloff Speedhub 500/14-Schaltnabe. Da der Schnellspanner hier im Rahmendreieck versenkt ist, kann er auch nach vorn geschlossen werden.

Zum Ausbau des Laufrads wird der Hebel des Schnellspanners aufgeklappt, was manchmal große Kraft erfordert.
Anschließend muss üblicherweise die dem Hebel gegenüberliegende Mutter festgehalten und der Hebel mit der Schnellspannerachse einige Umdrehungen gegen den Uhrzeigersinn herumgeschwungen werden, damit sich das Laufrad aus dem Ausfallende herausheben lässt.
Beim Einbau wird der Hebel nach dem Einsetzen des Laufrads im Uhrzeigersinn herumgeschwungen (Mutter auf der Gegenseite dabei festhalten). Die richtige Voreinstellung ist erreicht, wenn sich der Hebel anschließend ohne Kraftaufwand herumlegen lässt, bis er im Winkel von 90 Grad zur Ebene des Laufrads steht. Schließlich wird er mit Kraft vollständig herumgelegt, bis er möglichst flach am Rahmen oder an der Gabel anliegt. Er sollte dabei nach hinten gerichtet werden, damit er sich nicht unbemerkt löst, wenn man mit dem Fahrrad ein Hindernis berührt, und damit im dichten (Fußgänger-)Verkehr keine Schnüre, Leinen, Drähte oder gar Kleidungsstücke mitgerissen werden.
Moderne Sporträder mit Kettenschaltung besitzen üblicherweise senkrechte hintere Ausfallenden, bei denen die Laufräder nicht ausgerichtet werden müssen.
Fahrräder mit Nabenschaltung sowie viele einfache und manche Renn- oder Reiseräder haben hinten schräge oder waagerechte Ausfallenden, um die Kettenspannung durch Verschieben des Hinterrades einstellen zu können.
Hier sorgen Einstellschrauben, die im Ausfallende eingeschraubt werden, oder nach dem Einsetzen des Rades wie eine Unterlegscheibe über die Achse geschobene Kettenspanner, für die genaue Ausrichtung.

### Einschränkungen
Viele Vorderradgabeln haben im unteren Bereich des Ausfallendes Sicherungslippen, die ein Herausfallen des Rades verhindern, auch wenn der Spannhebel einmal nicht geschlossen sein sollte. Jedoch muss durch diese Sicherheitseinrichtung die Gegenmutter einige Umdrehungen weit aufgeschraubt werden, um das Rad aus der Gabel entnehmen zu können, was den Zeitgewinn durch die Schnellspanner beim Radwechsel teilweise wieder zunichtemacht.
Leistungsstarke Scheibenbremsen erfordern besondere Sorgfalt bei der Montage des Schnellspanners am Vorderrad. Durch den hinter der Gabel angebrachten Bremssattel entsteht beim starken Bremsen eine beträchtliche resultierende Kraft an der Achsklemmung in Richtung des nach unten offenen Ausfallendes, die die durch den Schnellspanner ausgeübte Klemmkraft übersteigen kann und zum gewaltsamen Verrutschen der Nabe in der Klemmung und damit zu Beschädigungen an einem sicherheitskritischen Bauteil führt. Bei einem eventuellen Bruch der Spannachse würde die Achse bei einer Bremsung nach unten aus dem Ausfallende gehebelt werden, was bei den Kräfteverhältnissen bei einer Felgenbremse nicht so wahrscheinlich wäre. Mit aus diesem Grund werden in jüngerer Zeit bei scheibengebremsten Fahrrädern vermehrt Steckachsen anstelle von Schnellspannern verwendet, um dieses Manko auszuräumen.

### Diebstahl

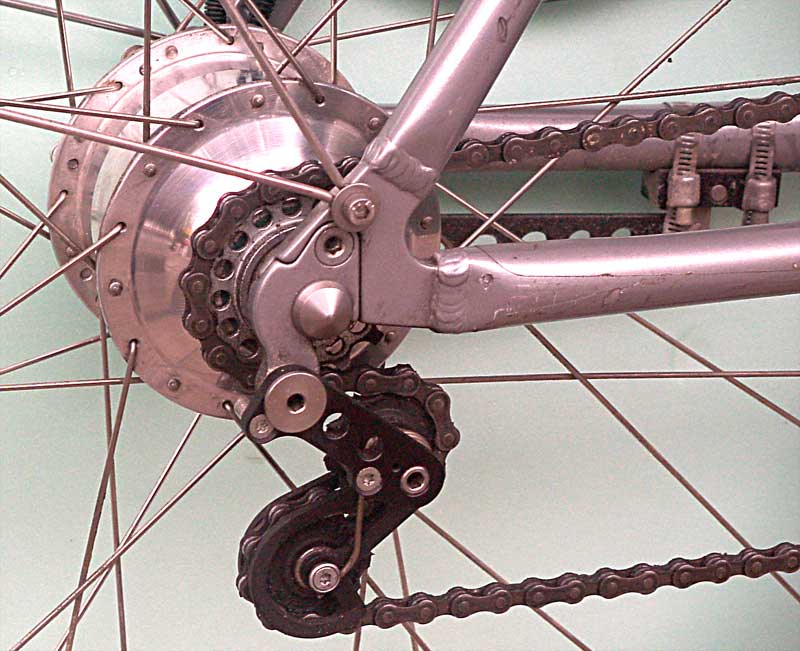
Diebstahlssicherung am Hinterrad

Die schnelle Bedienung macht es Dieben leicht, Bauteile des Fahrrades in Sekunden zu entwenden. Deshalb werden Schnellspannachsen angeboten, die nur mit speziellen Schlüsseln geöffnet werden können. Gelegenheitsdiebe werden abgeschreckt, Spezialisten können jedoch derartige Sicherungen mit einfachen Mitteln schnell entfernen.